# 范米特鎮區 (愛荷華州達拉斯縣)
范米特鎮區（英語：Van Meter Township）是位於美國愛荷華州達拉斯縣的一個行政鎮區。

## 地方資料
根據2010年美國人口普查的數據，范米特鎮區的面積為103.89平方千米，當中陸地面積為102.55平方千米，而水域面積為0.34平方千米。當地共有人口3061人，而人口密度為每平方千米29.46人。